# Дзелбио
Дзѐлбио (на италиански: Zelbio; на ломбардски: Gelbi, Джелби) е село и община в Северна Италия, провинция Комо, регион Ломбардия. Разположено е на 802 m надморска височина. Населението на общината е 202 души (към 2017 г.).